# Juan Nepomuceno Azuero

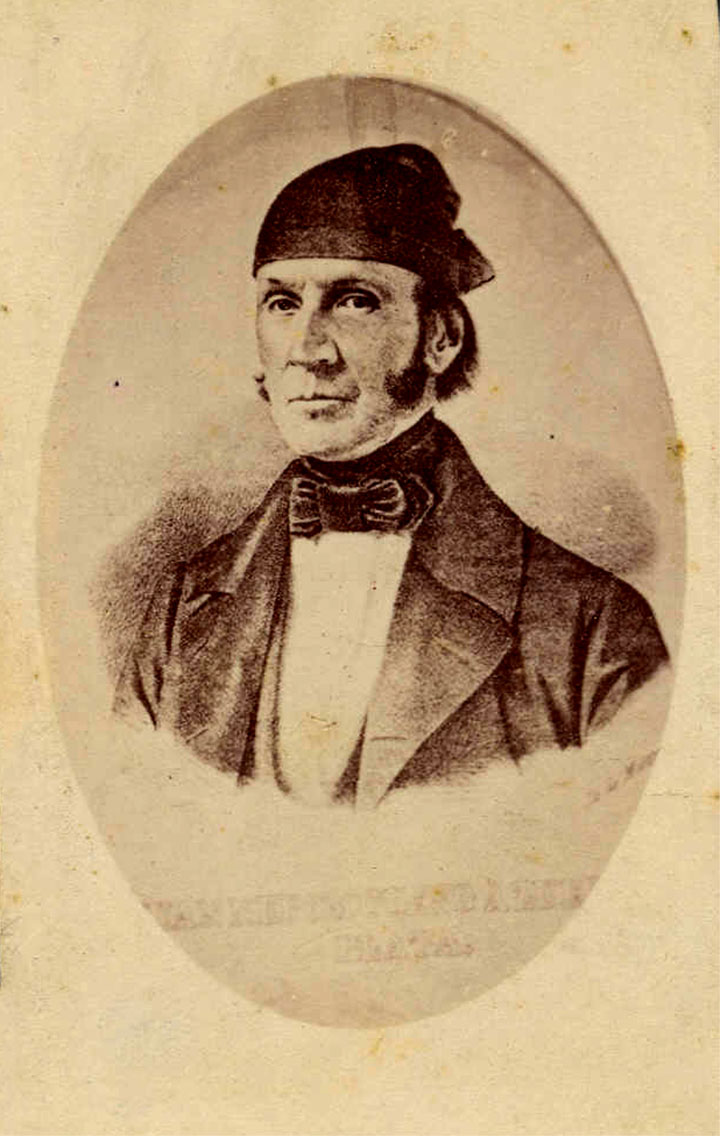
Juan Nepomuceno Azuero.

Juan Nepomuceno de Azuero y Plata (El Socorro, Santander, febrero de 1780-Puente Nacional, Santander, 1 de julio de 1857) fue un religioso católico colombiano, célebre por su participación en la emancipación americana frente al Imperio español.
Fue uno de los clérigos más comprometidos con la causa de la Independencia de la Nueva Granada (Colombia). Era hermano mayor de Vicente Azuero, quien fuera periodista, diputado y político de la primera generación liberal colombiana .

## Biografía
Juan Nepomuceno Azuero cursó estudios en el Colegio Mayor de San Bartolomé, donde obtuvo los grados de bachiller en Filosofía, licenciado en Cánones y doctor en Teología (1805); y en el Seminario Mayor de Bogotá. Fue ordenado sacerdote hacia 1805 o 1806. Fue párroco en Manaure y después en Anapoima.

### Guerra de independencia
Se opuso a la expedición punitiva de Quito en 1809, participó en la insurrección armada de la Provincia de Casanare en 1810, firmó el acta del 20 de julio de 1810. También fue parte de la Sección de Negocios Eclesiásticos de la Junta Suprema y diputado por la provincia de Casanare. 
Al advenir la reconquista española, fue perseguido por Pablo Morillo, quien lo llamó “el Cura Hereje”. Entonces se escondió durante algún tiempo, pero luego fue descubierto y condenado a destierro en África en 1816. Escapó de su prisión, regresó disfrazado al país y continuó oculto hasta que se consumó la independencia, en 1819.

### Colombia independiente
Al advenir la era republicana, Azuero ocupó curules en el Senado y en la Cámara de Representantes. Intervino en política, apoyando el régimen y gobierno de Francisco de Paula Santander.
Cuando se estableció la masonería en Bogotá en 1821 con la llamada logia masónica Libertad de Colombia N.º 1, rebautizada luego como Fraternidad Bogotana N.º 1, Azuero ingresó a ella, al igual que muchos otros sacerdotes partidarios de la Independencia y el republicanismo contra las jerarquías eclesiásticas que continuaban siendo monárquicas y españolas. Mantuvo siempre un ideario liberal, apoyando la continuidad del Patronato del gobierno republicano sobre la Iglesia católica, expresando ideas antirromanas y regalistas y el reclamo que las nuevas jerarquías eclesiásticas fueran de prelados colombianos y republicanos que respetasen la constitución y leyes del país; por todo lo cual en la historia de Colombia es uno de los llamados "curas liberales". Luego, a pesar de la posición asumida por las jerarquías eclesiásticas, en 1850 fue uno de los firmantes de la ley de expulsión de los Jesuitas del país y en 1851 presentó ponencia favorable por la abolición de la esclavitud y como presidente del Senado firmó la ley que la sancionó, en mayo de 1851. Dados sus servicios al gobierno, el Congreso de la época lo designó para Obispo de Antioquia el 9 de marzo de 1851, pero no aceptó.
Siendo párroco de Puente Nacional murió el 1 de julio de 1857.